# Єврейські кладовища Луцька
Євре́йські кладови́ща Луцька — кладовища міста Луцьк для поховання представників та представниць юдейської спільноти.
Традиції ховати представників різних етноконфесійних груп на окремих кладовищах були міцно вкорінені у європейську культуру упродовж століть. Єврейське кладовище — специфічна сторінка поховальних практик в історії українських міст, зокрема, і Луцька, однак більшість з них до сьогодні не збереглися. Усі міські кладовища звично розміщувалося за межею поселення, та з часом місто розросталося та поглинало їх.

## Історія
Найдавніше з зафіксованих у історичних джерелах єврейське кладовище знаходилося неподалік від сучасного центра міста на вул. Шевченка поблизу школи № 1 площею у 1,7 га. Тут поховання проводилися уже у XVIII ст., однак у 1860 — 1870-х роках воно було закрите, а територія згодом забудована. Перепоховань не було здійснено, а могильні плити вивезені.

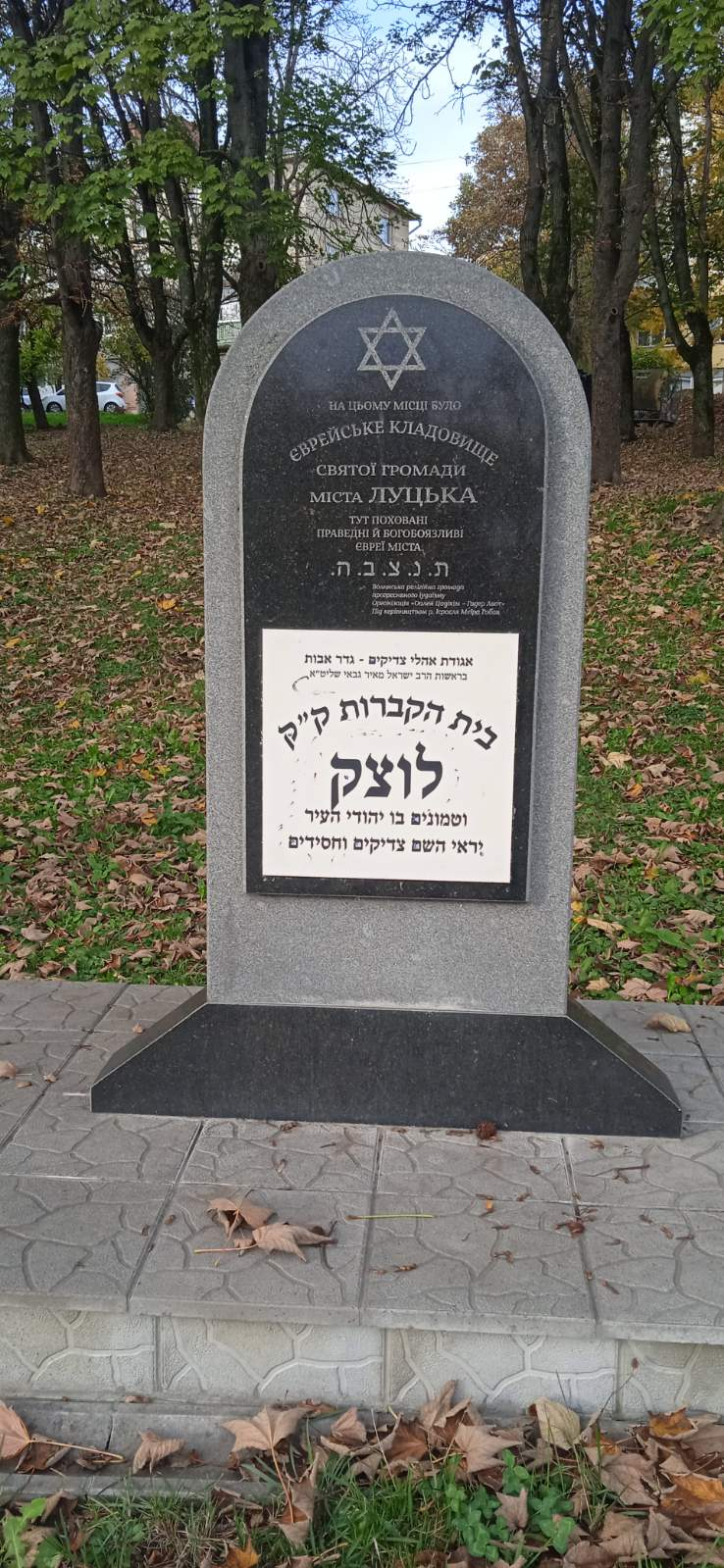

Дещо більший некрополь площею у 2,5 га розташовувався поблизу сучасного проспекту Волі. Сьогодні тут сквер з неофіційною назвою «Тещин язик». Кладовище тут з'явилося у середині ХІХ ст., однак уже з 1880-х років перед місцевими органами міської влади постало питання про закриття кладовище через недостатність місць під нові поховання, хоча воно діяло ще до Другої світової війни.
Поряд з цим єврейським кладовищем знаходилося також кладовище караїмів
Облаштування існуючих та купівля ділянок під нові кладовища покладалася повністю на місцеву єврейську спільноту.

## Сьогодення
У 2016 р. за ініціативи Волинської релігійної громади прогресивного юдаїзму та організації «Оалей Цадікім — Гадер Авот» на місці колишніх єврейських кладовищ були встановлені пам'ятні знаки. Доля надмогильних плит з обох кладовищ остаточно не встановлена. Якась їх частина була звезена до пам'ятного знаку євреям, розстріляним у 1942 р. нацистами на околиці Луцька (сьогодні це мікрорайон Вересневий). Також є версія, що надмогильними плитами був забрукований спортивний стадіон, який належить Волинському національному університету імені Лесі Українки.